# Àries (astrologia)

Símbol

Àries és un dels signes del zodíac, el corder. Situat entre Piscis a l'oest i Taure a l'est, Àries és el primer signe del Zodíac.
Àries és un signe astrològic associat amb la constel·lació d'Àries. Sobre el zodíac, Àries és ocupat pel Sol des del —aproximadament i segons els anys— 21 de març fins al 20 d'abril. Àries s'associa amb l'equinocci de primavera. El seu planeta i divinitat regent és Mart, el seu color és el vermell i les pedres precioses amb les que s'identifica són el jaspi vermell i el diamant.
Àries s'associa amb el mite grec del moltó damunt el qual foren transportats a la Còlquida, en la fugida de la seva madrastra Ino, Frixos i Hel·le, fills d'Atamant. Hel·le relliscà i caigué al mar i es va ofegar en les aigües de l'Hel·lespont. Eetes, rei de la Còlquida, acollí a Frixos, i aquest agraït sacrificà el moltó, a Zeus, i oferí el velló d'or, del moltó, al rei.
Àries és un signe de l'element foc i de qualitat cardinal. Segons les creences astrològiques, com a arquetip de personalitat s'associa Àries amb conceptes de caràcter tals com la impaciència, la impulsivitat, l'espontaneïtat, l'individualisme excloent o l'agressivitat, entre d'altres.
D'acord a les supersticions astrològiques se sol avenir més bé amb els altres signes de foc (lleó i sagitari) i amb els signes d'aire llevat, amb matisos, amb els balança per tal com n'és l'oposat, tal com manté una forta incompatibilitat amb Cranc i Capricorn. Aquest quadre de compatibilitats i incompatibilitats no reflecteix un perfil individual o lectura individual així com s'interpreta dins de l'astrologia, sinó que dona una orientació general i la referència a la compatibilitat segons el dictat per variables, com ara qualitats i elements en el zodíac.